# Тлалнепантла де Бас
Тлалнепантла де Бас (шп. Tlalnepantla) је град у Мексику у савезној држави Мексико. Према процени из 2005. у граду је живело 674.417 становника.

## Становништво
Према процени из 2005. у граду је живело 674.417 становника.
| 1990.   | 1995.   | 2000.   | 2005.   |
| ------- | ------- | ------- | ------- |
| 702.270 | 708.013 | 714.735 | 674.417 |

## Партнерски градови
- Серена
- Оренсе
- Samborondón
- Вичита